# Radovanje
Radovanje ist eine Ortschaft in der Gemeinde Velika Plana im Verwaltungsbezirk Podunavlje in Serbien. Laut Volkszählung von 2011 hatte Radovanje 543 Einwohner.
In diesem Dorf wurde Karađorđe, der Anführer des Ersten Serbischen Aufstandes gegen das Osmanische Reich, ermordet.